# 吳倬
吳倬（1440年—1501年），字克大，浙江嚴州府淳安縣人，民籍，明朝政治人物。進士出身。

## 生平
早年出身國子生，成化四年（1468年）戊子科浙江鄉試第七十九名。成化十一年（1475年）乙未科會試第二百二十一名，殿試登進士第二甲第十名。歷官貴州佥事，弘治三年（1490年）五月升副使，以平定都匀长官司苗寨，以功升二级，七年七月升雲南按察使，丁憂服闋，十二年二月復除廣西按察司，十四年五月卒官。

## 家族
曾祖父吳希賢。祖父吳昶。父亲吳士才。